# P. K. Le Roux
Pour les articles homonymes, voir Le Roux.
Pieter Mattheus Kruger le Roux (né le 11 novembre 1904 à Doornkraal, De Rust, colonie du Cap et mort le 23 juin 1985 à Wilderness, province du Cap en Afrique du Sud) est un homme politique sud-africain, membre du parti national, membre du parlement de 1948 à 1978, et ministre de 1958 à 1972 dans les gouvernements Strijdom, Verwoerd et Vorster.   

## Biographie
Né sur la ferme familiale de Doornkraal, son père rajoute le patronyme de Kruger au nom de famille par admiration pour le président Paul Kruger. 
Après ses études secondaires à George, P.M.K. Le Roux commence des études supérieures en agriculture à l'Université de Stellenbosch (1922) qu'il doit interrompre à la fin de la première année pour aider son père à la ferme, malmené par la sécheresse et la dépression économique. 
En 1928, il épouse Emily Hobouse (Hobbie) Schoeman (1906-1980) avec qui il a 3 enfants. 
Il se consacre à l'agriculture pendant plusieurs années et a de nombreuses responsabilités syndicales. Membre notamment de l'association locale et de l'association nationale des agriculteurs, il est le fondateur et le  président de la coopération agricole du petit Karoo. Il est également secrétaire de la section du Parti national à De Rust.
Lors d'une élection partielle à Riversdale en avril 1942, qui fait suite à la mort d'Adriaan Lodewicus Badenhorst, le titulaire du siège, P.K. Le Roux se fait élire au parlement. Un an plus tard, lors des élections générales, candidat sur la circonscription de Bredasdorp, il est battu par Pieter Voltelyn Graham van der Byl (parti uni). 
En 1948, P.M.K. Le Roux est élu au parlement cette fois sur la circonscription de Victoria West. Aux élections générales suivantes, à la suite du redécoupage électoral, il se fait élire dans la circonscription de Oudtshoorn et monte en grade au sein du parti national. 
En mai 1958, il entre au gouvernement Strijdom en tant que ministre de l'agriculture.  
De 1958 à 1966, au sein du gouvernement Verwoerd, il est successivement ou cumulativement  ministre de l'Agriculture, ministre des Services Techniques Agricoles et ministre des Eaux. Durant cette période, il met en œuvre un certain nombre de barrages et de systèmes hydrauliques visant à capter ou domestiquer les cours d'eau dont celui du fleuve Orange. 
De 1966 à 1968, au sein du gouvernement Vorster, il est ministre de l'intérieur. Démissionnaire du gouvernement en 1972, il reste encore député du Parti national jusqu'à sa retraite en 1978.
P.M.K. Le Roux meurt âgé de 80 ans en 1985.  
L'actuel barrage de Vanderkloof porta le nom de Barrage P.K. Le Roux de son inauguration en 1977 jusqu'en 1994.

## Résultats électoraux
| Date | Circonscription | Candidat           | Parti | Nombre de voix  | Pourcentage |
| ---- | --------------- | ------------------ | ----- | --------------- | ----------- |
| 1942 | Riversdale      | P.M.K. le Roux     | HNP   |                 |             |
| 1943 | Bredasdorp      | P.V.G. van der Byl | UP    | 4 326           | 56,5 %      |
| 1943 | Bredasdorp      | P.M.K. le Roux     | HNP   | 3 280           | 42,9%       |
| 1948 | Victoria West   | P.M.K. le Roux     | HNP   | 4 260           | 49,7 %      |
| 1948 | Victoria West   | J.M. Connan        | UP    | 4 236           | 49,4%       |
| 1953 | Prieska         | P.M.K. le Roux     | NP    | 4 964           | 53,9%       |
| 1953 | Prieska         | J.M. Connan        | UP    | 4 186           | 45,4 %      |
| 1958 | Oudtshoorn      | P.M.K. le Roux     | NP    | 6 042           | 72,3%       |
| 1958 | Oudtshoorn      | J.J. Joubert       | UP    | 2 281           | 27,3 %      |
| 1961 | Oudtshoorn      | P.M.K. le Roux     | NP    | Sans opposition | -           |
| 1966 | Oudtshoorn      | P.M.K. le Roux     | NP    | Sans opposition | -           |
| 1970 | Oudtshoorn      | P.M.K. le Roux     | NP    | Sans opposition |             |